# Sakadagami
I buddhismen er en Sakadāgāmi (pali ; sanskrit: Sakṛdāgāmin, "engangs-tilbagevender"  en delvist oplyst person, der har overskåret de første tre lænker, som det almindelige sind er bundet med, og svækket den fjerde og femte markant. Sakadagami den anden af de fire oplysningstrin.
Sakadagami vil højst blive genfødt i sansernes verden én gang mere. Hvis han imidlertid når den næste fase af oplysning (Anagami) i dette liv, vil han ikke vende tilbage til denne verden.

De tre specifikke kæder eller lænker, som Sakadagamin er fri for, er:
1. Sakkāya-diṭṭhi (Pali) - tro på et uforanderligt selv
2. Sīlabbata-parāmāsa (Pali) - tilknytning til ritualer og ritualer
3. Vicikicchā (Pali) - skeptisk tvivl (på Buddha)

Sakadagami har også svækket lænkerne:
4. Kāma-rāga (Pali) - sanselig trang
5. Byāpāda (Pali) - ond vilje

Således er Sakadagamin et mellemstadium mellem Sotapanna, der stadig har forholdsvis stærkt sanseligt ønske og ond vilje, og Anagami, der er helt fri for sanseligt begær og ond vilje.
En Sakadagamis sind er meget rent. Tanker forbundet med grådighed, had og vildfarelse opstår ikke ofte, og når de gør det, bliver de ikke obsessive.